# Giorgio Rondelli
Giorgio Rondelli (Milano, 11 febbraio 1946) è un ex mezzofondista e allenatore di atletica leggera italiano.

## Biografia
Dopo una breve carriera di atleta con discreti risultati nel mezzofondo, tanto da vestire per quattro volte la maglia della nazionale juniores, Giorgio Rondelli, nella seconda metà degli anni settanta, è divenuto allenatore per il medesimo settore di una delle più antiche società sportive italiane, la Pro Patria Milano (oggi CUS Pro Patria Milano, dopo la fusione con il CUS Milano), ruolo che tuttora ricopre.
In oltre quarant'anni di carriera, Rondelli ha allenato molti dei principali atleti italiani: oltre 60 di questi sono stati convocati nelle nazionali maggiori e, a oggi, gli atleti da lui allenati hanno vinto 110 campionati italiani nelle diverse specialità e categorie. Attualmente allena un gruppo di atleti di varie nazionalità nel mezzofondo veloce (800-1500 m) e nella maratona per le Olimpiadi di Tokyo.
Alla carriera di allenatore affianca da tempo l'attività di giornalista sportivo con il Corriere della Sera e la rivista specializzata Correre e di telecronista ed opinionista per Sportitalia e la RSI (Radiotelevisione della svizzera italiana). Nell'agosto 2014 è commentatore tecnico per la Rai ai campionati europei di atletica leggera 2014 a Zurigo. Durante i Giochi olimpici di Rio de Janeiro del 2016 è commentatore tecnico per la Rai nelle gare di atletica leggera. È stato professore di educazione fisica in alcune scuole medie primarie di Milano. Interista doc ed amante della musica rock, Giorgio Rondelli ha tre nipoti: Alessandra nata nel 2005 e Anna e Sofia nate nel 2009

## Principali successi degli atleti allenati
- Alberto Cova:
  - Argento europeo indoor nei 3000 m nel 1982
  - Campione europeo nei 10000 m nel 1982
  - Campione mondiale nei 10000 m nel 1983
  - Campione olimpico nei 10000 m nel 1984
  - Argento europeo nei 10000 m nel 1986
  - 2 vittorie in Coppa Europa
- Francesco Panetta
  - Campione mondiale nei 3000 m siepi nel 1987
  - Argento mondiale nei 10000 m nel 1987
  - Campione europeo nei 3000 m siepi nel 1990
  - 1 vittoria in Coppa Europa
- Danilo Goffi:
  - Campione europeo juniores nei 10000 m nel 1991
  - Argento europeo nella maratona nel 1998
  - Vincitore di diverse maratone nazionali e internazionali
- Franco Boffi
  - 1 oro alle Universiadi
- Mario Scapini:
  - Campione europeo juniores nei 1500 m nel 2007
- Merihun Crespi:
  - Bronzo europeo juniores nei 1500 m nel 2007

Gli atleti allenati da Giorgio Rondelli hanno inoltre vinto diverse medaglie ai Giochi del Mediterraneo e la Pro Patria è stata due volte Campione europeo a squadre nel cross.